# ۹ شعبان
۹ شعبان، نهمین روز از ماه شعبان در تقویم هجری قمری است.
در تقویم هجری قمری قراردادی این روز دویست و شانزدهمین روز سال است.

## وقایع
- ۱۲۶۷ – ورود کاروان ناصرالدین‌شاه قاجار به شهر بروجرد و اقامت ۱۰ روزه در آن[۱]

## درگذشتگان
- ۱۴۳۴ - ابراهیم ذهبی، عکاس ایرانی.